# 六鎮の乱
六鎮の乱（りくちんのらん）は、中国北魏末期の523年（正光4年）より発生した反乱の歴史的な呼称。沃野鎮の破六韓抜陵、柔玄鎮の杜洛周、懐朔鎮の鮮于修礼・葛栄らが反乱の兵を起こした。
六鎮とは、
- 懐朔鎮
- 武川鎮
- 撫冥鎮
- 柔玄鎮
- 沃野鎮
- 懐荒鎮

の6つをいい、北魏の北方の辺境地帯に置かれた鎮のことである。北魏は建国当初は各地に数十の鎮をもうけていたが、孝文帝の即位までに六鎮を除く大部分は州や郡に変えられていた。六鎮は都の平城（現在の山西省大同市平城区）の北方の至近距離におかれ、ほぼ北緯41度線上で東西に並ぶ。
北魏は、自らと同じ北方の民族の侵入を防ぐために生命線ともいうべき北方の守りを重要視し、鮮卑や匈奴の有力豪族を選びさらに漢族を加えて、六鎮に代表される北方警備の鎮民として移住させる政策をとった。鎮民たちは望族（名族）としての特権を与えられていた。
しかしながら、孝文帝の漢化政策によって都が平城より洛陽に遷都されると、これらの北方の鎮民は、次第に冷遇されるようになっていった。やがて、「府戸」という出世の見込みを断たれた戸に編制され、中央から赴任してきた長官である都大将に搾取される身になり、一挙に不平不満が増大することとなった。
このような背景のもと、その鬱積された不満が爆発したのが523年の沃野鎮民の挙兵である。破六韓抜陵を首領とした反乱兵たちは鎮将を殺害し、それがたちまちのうちにその他の諸鎮に伝播していった。河北では定州を中心に鮮于修礼・杜洛周・葛栄らが、関隴では高平を中心に胡琛・万俟醜奴らが反乱を指導した。反乱自体は530年（永安3年）に将軍の爾朱栄らにより鎮圧されたが、その間に北魏に対して南朝梁の軍隊の侵攻があり、また国内では爾朱氏の専横が起こって、北魏が東西に分裂して滅亡する遠因となった。
六鎮の有力者のうち、六鎮の乱を経て、北魏の滅亡の過程で権力中枢に登りつめた者が続出した。東魏の実権を掌握し北斉の基となった高歓は懐朔鎮の出身であり、当初は反乱軍側に与したものの途中で朝廷軍の爾朱栄の下に鞍替えし、爾朱栄の死後は爾朱一族を滅ぼして権力を得た。また、武川鎮出身の有力者は、武川鎮軍閥と呼ばれ、西魏・北周・隋から唐に至る変遷の中で、各王朝の中核となる権力集団として君臨した。北周の宇文泰・隋の楊堅・唐の李淵といった各王朝の創始者はいずれも武川鎮の有力者一族の出身である。